# (11508) Stolte
(11508) Stolte (1990 TF13) – planetoida z pasa głównego asteroid okrążająca Słońce w ciągu 4,65 lat w średniej odległości 2,78 j.a. Odkryta 12 października 1990 roku.